# Erkki Melartin
Erkki Melartin (2. februar 1875 i Helsinki, Finland – 14. februar 1937) var en finsk komponist og lærer.
Melartin er nok mest kendt som symfoniker. Han har komponeret otte symfonier i lyrisk stil, hvoraf kun de første 6 er udgivet og spillet og indspillet. Han fjerner sig i stil væsentligt fra sin samtidige kollega Jean Sibelius
Han var den første komponist i Finland, som komponerede i stil med Gustav Mahler. 
Han har undervist bl.a. Uuno Klami. Han komponerede ligeledes orkesterværker, klaverværker, vokalværker og kammermusik.

## Udvalgte værker
- Symfoni nr. 1 (1902) - for orkester
- Symfoni nr. 2 "Tornerose" (1904) - for orkester
- Symfoni nr. 3 (1907) - for orkester
- Symfoni nr. 4 "Sommersymfoni" (1912) - for orkester
- Symfoni nr. 5 "Lille Symfoni" (1915) - for orkester
- Symfoni nr. 6 (1924) - for orkester
- Symfoni nr. 7 "Sinfonia gaia" (1935-1936) (ufærdig) - for orkester
- Symfoni nr. 8 (1936-1937) (ufuldstændig) - for orkester